# Albus Dumbledore
Albus Percival Wulfric Brian Dumbledore là một nhân vật hư cấu trong bộ truyện Harry Potter của J. K. Rowling. Trong hầu hết các phần của bộ truyện, ông là hiệu trưởng của trường phù thủy Hogwarts. Là một nhân vật quan trọng trong cốt truyện của Harry Potter, ông là người sáng lập và lãnh đạo của Hội Phượng hoàng, một tổ chức chuyên chiến đấu chống lại Chúa tể Voldemort, nhân vật phản diện chính của bộ truyện.
Dumbledore được Richard Harris thể hiện trong các bộ phim chuyển thể từ Harry Potter và Hòn đá phù thủy (2001) và Harry Potter và Phòng chứa Bí mật (2002), tuy nhiên Harris đã qua đời vì căn bệnh của Hodgkin vào tháng 8 năm 2002 trước khi phát hành Phòng chứa Bí mật ba tháng muộn hơn vào ngày 15 tháng 11. Sau cái chết của Harris, Michael Gambon đã đóng vai Dumbledore trong sáu bộ phim còn lại của Harry Potter từ năm 2004 đến năm 2011. Jude Law đóng vai cụ Dumbledore là một người đàn ông trung niên trong các bộ phim tiền truyện Sinh vật huyền bí: Tội ác của Grindelwald (2018) và Sinh vật huyền bí: Những bí mật của Dumbledore (2022).
Rowling cho biết bà đã chọn cái tên Dumbledore, một từ phương ngữ của "bumblebee", vì tình yêu âm nhạc của cụ Dumbledore: cô tưởng tượng ông đang đi xung quanh "ngâm nga một mình rất nhiều".

## Thông tin chung
Albus Dumbledore sinh năm 1881, mất năm 1997 (116 tuổi).

### Bề ngoài

Cụ Dumbledore được vẽ trong truyện

Giáo sư Albus Dumbledore, được miêu tả với dáng người cao và ốm, với mái tóc và bộ râu bạc trắng dài đến thắt lưng. Gương mặt hằn lên những nếp nhăn với đôi mắt xanh đậm và chiếc mũi gãy (ít nhất ông đã hai lần bị đấm bể mũi, một trong hai lần là do em trai ông, Aberforth, gây ra tại tang lễ của cô em gái Ariana). Giáo sư thường đeo một cặp kính hình bán nguyệt (hình nửa vầng trăng) trễ xuống mũi.  Thời còn trẻ, ông có mái tóc màu nâu vàng và không rõ lý do tại sao lại có một vết thẹo ở đầu gối trái. Vết sẹo đó là bản đồ cho thấy thế giới ngầm ở Luân Đôn. Ông thường mặc một bộ áo choàng dài quét đất có hoa văn là những họa tiết về Mặt Trăng và những vì sao. Những chi tiết cho thấy ông có những điểm tương đồng với vị phù thủy huyền thoại Merlin. Thần hộ mệnh của ông là một con phượng hoàng.

### Tính cách
Giáo sư Dumbledore là một người có tri thức uyên thâm. Trong mọi trường hợp, ông bình tĩnh đến lạ thường. Dumbledore rất vui vẻ nhưng đôi khi đâm ra "tưng tửng". Tuy vậy, các học sinh trong trường rất thích tính cách này (trừ Draco Malfoy và một vài người trong nhà Slytherin). Ông cũng là người cao thượng, nhân hậu, tài giỏi và vui nhộn, cũng như các phù thủy thiện Merlin hay Gandalf (trong Chúa tể của những chiếc nhẫn của nhà văn J. R. R. Tolkien). Ông là một trong những người có ý nghĩa lớn nhất đối với Harry Potter, và là người duy nhất mà Chúa tể Hắc ám Voldemort còn e dè. Ông được mọi người tôn sùng là "Phù thủy vĩ đại nhất mọi thời đại".Và là hiệu trưởng vĩ đại nhất mà trường Hogwart từng có.
Xuyên suốt bộ truyện, giáo sư Albus Dumbledore luôn là một người có tư tưởng hiện đại, không phân biệt giữa dòng máu phù thủy thuần chủng và dân Muggle. Sau lần sai sót hồi trẻ với Grindelwald - người Albus Dumbledore yêu năm 18 tuổi, ông không quan trọng về cái được gọi là "máu thuần chủng". Ông cho rằng quyết định của mỗi cá nhân mới cho thấy tính cách của từng người, đúng hơn ngày sinh, dòng máu hay dòng họ của người đó. Ông nói rằng "không quan trọng việc một người sinh ở đâu mà quan trọng là họ lớn lên như thế nào". Chúa tể Voldemort, rất tức giận, cho rằng ông là "kẻ bênh vực cho bọn Muggle và phù thủy Máu bùn". Không giống đa số những phù thủy khác, giáo sư Dumbledore không sợ phải gọi tên thật của Voldemort là Tom Riddle vì ông cho rằng "việc sợ hãi một cái tên chỉ càng gây thêm nỗi sợ về con người ấy". Ông thường gọi Voldemort là "Tom" trong mỗi lần đối mặt, mặc cho việc hắn có đồng ý hay không.
Điều được coi là điểm yếu trong tính cách của giáo sư Dumbledore là việc tin tưởng một người mà "khó được tin tưởng". Sự tin tưởng này đôi khi bị những người xung quanh chỉ trích, nhưng với sự sáng suốt của ông thì đó không phải là một điều cần bàn đến. Ông luôn tỏ ra là một người có tài năng xuất chúng lỗi lạc, nhân hậu, hài hước nhưng đôi khi hơi kì lạ, thường là trong những cuộc chiến, đặc biệt là đối với những người chống lại ông. Giáo sư Dumbledore hiếm khi tỏ ra mất kiên nhẫn, luôn luôn bình tĩnh đến mức đáng ngạc nhiên trong bất kì tình huống nào, rất lịch sự thậm chí đối với những người ông coi là kẻ thù. Ông cũng là một người yêu thích âm nhạc, gọi nó là "một dạng ma thuật".

### Sở thích
Giáo sư Dumbledore thích nhạc giao hưởng và trò ném ki mười chai. Ngoài ra, ông cũng là một người hảo ngọt. Trong lần đầu tiên xuất hiện ở phần một, giáo sư Minerva McGonagall thấy ông đang ăn loại kẹo sirô chanh (hay còn gọi là "giọt chanh") của dân Muggle. Tính thích đồ ngọt của ông còn thể hiện ở mật khẩu để vào văn phòng là "kẹo giọt chanh". Tuy nhiên, ông không thích kẹo dẻo đủ vị của thương hiệu Bertie Bott vì hồi còn trẻ ông đã ăn nhằm viên kẹo nhớ đời có vị "nôn mửa" và cuối tập truyện Harry Potter và hòn đá phù thủy ông lại một lần nữa ăn phải vị ráy tai trong khi hương vị ông yêu thích là quả mâm xôi. Vị mứt yêu thích của ông là vị dâu. Thời còn trẻ thì ông từng rất muốn thu thập đủ các Bảo bối Tử thần (the Deathly Hallows) cùng Gellert Grinderwald.

### Đũa phép
Giáo sư Dumbledore là chủ nhân của Đũa phép Cơm nguội (The Elder Wand) hay còn gọi là Cây đũa của Vận mệnh (The Wand of Destiny), một trong những Bảo bối Tử thần. Cây đũa thần làm từ gỗ cây cơm nguội. Người chủ cũ của nó là tên phù thủy hắc ám lừng danh Gellert Grindelwald trước thời Chúa tể Voldemort. Giáo sư đã đánh bại Grindelwand và trở thành chủ nhân của cây đũa, cho phép ông bất khả chiến bại nhưng đồng thời cũng khó khăn trong việc kiểm soát được sức mạnh của nó. Khi ông chết, cây đũa cũng được chôn theo. Voldemort khi biết được vị trí cũng như sức mạnh của cây đũa đã đột nhập vào mộ của ông để lấy nó. Nhưng để thật sự làm chủ nó, Voldemort đã giết Severus Snape, người mà hắn cho là chủ nhân của cây đũa ấy. Nhưng thật ra, giáo sư Dumbledore đã bị Draco Malfoy giải giới trước khi bị Snape giết nên mặc dù không giết ông nhưng Draco gián tiếp trở thành chủ nhân chính thức của cây đũa. Harry Potter trong một lần giao chiến với Draco đã giải giới hắn và trở thành chủ nhân thật sự của Đũa phép Cơm nguội. Cây đũa đó có sức mạnh mà những cây đũa khác không làm được, như việc sửa lại cây đũa bị hỏng của Harry, điều mà người làm đũa phép - Ông Ollivander - đã không làm được. Nên sau khi trận chiến Hogwarts kết thúc, Harry đã dùng nó để phục hồi cây đũa phép của mình bị hỏng sau lần trốn chạy con rắn Nagini của chúa tể hắc ám Voldemort ở đầu tập 7 và để lại Cây đũa Cơm nguội về nơi nó đã xuất phát,
Trong phim, Đũa phép Cơm nguội có màu nâu và có những vật thể hình cầu gắn xuyên suốt trên thân đũa.
Thực ra Đũa phép Cơm nguội không phải cây đũa đầu tiên của Dumbledore. Ông từng dùng một cây đũa khác từ khi bắt đầu nhập học trường Hogwarts cho đến khi đánh bại Gellert Grindewald năm 1945.

### Tại trường Hogwarts
Khi Albus nhập trường Hogwarts, ông làm bạn với Elphias Doge, người thường bị chế nhạo bởi bộ mặt xanh xao của mình, di chứng của bệnh đậu mùa trước đó. Trong suốt quá trình học ở Hogwarts, Dumbledore được biết đến là một sinh viên xuất chúng nhất đã từng học ở trường. Ông giành được nhiều giải thưởng và có mối liên hệ tốt với những pháp sư đáng chú ý nhất của thời đại. Những bản nghiên cứu và bài luận của ông đặt nền móng cho những bài báo như "Thuật biến hình ngày nay", "Sự thách thức của Bùa ngải" và "Độc dược Thực hành". Nhà của ông là Gryffindor, thông tin này được Hermione Granger cho Harry Potter biết trong phần một, Hòn đá phù thủy trên chuyến tàu đến Hogwarts.

### Gia đình
Trong gia đình cụ có ba anh em mà cụ là anh cả. Hai người kia là em trai Aberforth kém ông 3 tuổi, một người có tính cách trái ngược cụ hoàn toàn (nhưng họ vẫn luôn sống hòa thuận, yêu thương lẫn nhau) và em gái Ariana (sau khi người em gái này mất do một tai nạn trong cuộc xung đột giữa hai người anh và Grindelwald, cụ Albus và cụ Aberforth bắt đầu xảy ra xung đột trực diện). Ba kẻ Muggle đã tấn công Ariana, khi đó mới 6 tuổi, sau khi nhìn thấy Ariana sử dụng phép thuật. Hậu quả là cô bé bị suy sụp về năng lực pháp thuật cũng như về mặt tinh thần trong suốt phần đời còn lại của mình. Bố của Albus, ông Percival Dumbledore, đã tấn công ba đứa trẻ Muggle để trả thù cho con gái, và sau đó đã bị tuyên án tù chung thân ở ngục Azkaban. Để tránh cho Ariana khỏi bị đưa vào Bệnh viện Thánh Mungo, mẹ của Albus là Kendra đã chuyển gia đình đến thung lũng Godric, và bệnh tật của cô bé thì được giấu đi. Trong một lần đụng độ với Grindelwald và Alberforth để định đoạt con đường Dumbledore sẽ đi, Ariana đã chết, cho tới nay, chưa ai biết được người giết Ariana thực sự là ai. Quyển sách bịa đặt viết về Dumbledore của Rita Skeeter cho rằng Ariana là một á phù thủy (Squib).

### Thành tích
Ông đã đạt được huân chương Merlin đệ nhất đẳng, từng được đề cử cho chức Bộ trưởng pháp thuật nhưng ông từ chối vì gắn bó với trường Hogwarts, ông là người khám phá ra 12 công dụng của máu rồng và đạt thành tựu cao ở thuật giả kim với người cộng sự rất tài giỏi khác là cụ Nicolas Flamel. Ông là người duy nhất mà chúa tể Voldemort phải kiêng dè. Hình của ông được in trên tấm thẻ sôcôla ếch nhái và theo ông thì nếu có một điều thật sự tồi tệ thì đó chính là việc ông không còn có mặt trên mấy tấm thẻ nữa.

### Khả năng
Dumbledore có tài sử dụng pháp thuật mà không cần đến đũa phép. Ông có khả năng biện luận sắc sảo và sự bình tĩnh nhờ vậy mà giúp cho Harry Potter không bị đuổi học trong phiên tòa hay thoát khỏi sự xâm nhập tâm trí của Voldemort trong tập Harry Potter và Hội Phượng hoàng. Ông có khả năng pháp thuật siêu phàm và là người mà Harry Potter kính trọng nhất.

### Sở hữu
Ông sở hữu một cây đũa phép cơm nguội - The Elder Wand, cái Tắt-Sáng - Deluminator và con chim phượng hoàng Fawkes là chủ nhân chiếc lông đuôi trong hai cây đũa phép của Harry Potter và Voldemort và một cái chậu tưởng kí.

### Cái chết của Albus Dumbledore
Vào năm học thứ sáu của Harry Potter, số học sinh bắt đầu thưa dần vì "thời đại của Voldemort (Tom Riddle) đã trở lại". Ông thường hay rời trường một cách bí mật trong vài ngày. Và cũng trong năm học này, ông đã mở một lớp học riêng và đặc biệt dành cho Harry. Nội dung của buổi học là những "mảnh ghép" cuộc đời của Chúa tể Hắc ám Voldemort. Một đêm nọ, ông gởi thư gặp riêng Harry và cùng đi ra ngoài trường Hogwarts để phá hủy một Trường sinh linh giá. Để lấy được chiếc hộp đựng Trường sinh linh giá, ông phải uống cạn một loại nước độc. Và loại chất độc ấy làm cho ông yếu dần đi. Về đến trường, bọn Tử thần Thực tử đã lọt vào khuôn viên trường và thực hiện kế hoạch của mình. Draco Malfoy đã được Voldemort giao nhiệm vụ giết Dumbledore. Ông bắt Harry trùm chiếc áo tàng hình để được an toàn và ếm bùa Harry "Bùa bất động toàn thân", vì sử dụng thời cơ duy nhất để ếm bùa lên Harry nên ông mất cơ hội tự vệ và bị Draco tước mất vũ khí. Tuy vậy, Draco Malfoy vẫn không đủ can đảm giết Dumbledore - một phù thủy vĩ đại nhất mọi thời đại. Lúc đó, giáo sư Severus Snape xuất hiện (Snape đã thề với mẹ của Draco bằng "Lời thề bất khả bội" - Unbreakable Vow - là sẽ giúp Draco hoàn thành nhiệm vụ của chúa tể đã giao cho). Sức khỏe ông giảm hẳn vì loại độc dược bảo vệ Trường sinh linh giá vừa tìm được và một bàn tay của ông bị thương khi đi phá hủy một Trường sinh linh giá khác. Ông đã qua đời trong sự tiếc thương của tất cả các phù thủy thiện trên thế giới và là một điểm mốc để thời kì của Voldemort trở lại. Việc ông van xin Snape trước khi chết vẫn còn là một điều bí ẩn. Đó không hẳn là một sự cầu xin tha chết vì Dumbledore không bao giờ coi trọng cái chết cũng như chưa bao giờ van xin ai tha chết cho mình. Trong phần cuối, bí ẩn đã sáng tỏ rằng cái chết của ông là sự dàn xếp trước giữa ông và Severus Snape vì Snape có nguy cơ bị giết nếu như Draco không giết Dumbledore, vì vậy Snape cần giết Dumbledore để thể hiện sự trung thành với Voldemort.

## Những câu nói ấn tượng
- Sự thật là một thứ vô cùng đẹp đẽ nhưng cũng rất nguy hiểm nên ta phải luôn luôn cảnh giác với nó.
- Nói cho cùng thì đối với một đầu óc tổ chức tốt, cái chết cũng giống như một cuộc phiêu lưu vĩ đại khác.
- Không quan trọng ta được sinh ra thế nào mà quan trọng là ta lớn lên thành người như thế nào.
- Đừng chìm đắm vào những giấc mơ mà quên đi thực tại, hãy nhớ lấy điều đó.
- Không chỉ nhờ vào sức lực của chúng ta không thôi, mà chính sự chọn lựa của chúng ta mới chứng tỏ chúng ta thực sự là ai.